# Harold S. Johnston
Harold S. "Hal" Johnston (Woodstock, 11 de outubro de 1920 – Kensington, 20 de outubro de 2012) foi um cientista estadunidense cujo trabalho tinha como foco a cinética química e a química atmosférica. Após começar sua carreira acadêmica na Universidade Stanford, ele foi um membro e administrador da Universidade da Califórnia em Berkeley por quase 35 anos. Em 1971, Johnston publicou um artigo que sugeria a possibilidade de que poluentes ambientais poderiam danificar a camada de ozônio.
Johnston foi eleito para várias entidades acadêmicas, incluindo a Academia Nacional de Ciências dos Estados Unidos, a Academia Americana de Artes e Ciências e a Associação Americana para o Avanço da Ciência. Em 1997, ganhou a Medalha Nacional de Ciências.